# Darío Moreno Soria
Manuel Darío Moreno Soria (nacido en Granada, 19 de noviembre de 1969) es un clavecinista, pianista, compositor y director musical español. En la actualidad, es el director y clavecinista de la Orquesta Barroca de Granada (desde su refundación en 2007); clavecinista de la Orquesta Ciudad de Granada, y pianista y compositor del cuarteto de jazz Four Runners (desde 1999).

## Biografía

### Formación
Inició sus estudios musicales a temprana edad, estudiando piano en el Real Conservatorio Superior de Música de Granada con las profesoras Providencia Abellán y Gloria Emparán y, posteriormente, en el Real Conservatorio Superior de Música de Madrid, de la mano de Joaquín Soriano, Beata Monstavicius y Emilio Molina (improvisación). En el año 1995, becado por la Junta de Andalucía, se traslada a Barcelona, donde estudia armonía moderna con Lluís Vergés y Xavier Fort, y piano-jazz con Albert Bover, Chano Domínguez o Ana Rosa Landa en el célebre Taller de músics. Dos años más tarde, comenzó su formación en música antigua, estudiando clave y bajo continuo en Daroca (con Christinne Wiffen, Jan Willen Jansen y Robert Woolley) y en Maastricht (con Lars Ulrik Mortensen), y especializándose posteriormente en bajo continuo en la capital de España, bajo la dirección de Tony Millán.

### Carrera como pianista
Como pianista, se ha perfeccionado como intérprete con maestros de la talla de Guillermo González, Ricardo Requejo, Mijail Voskresenski, Anna Maria Pennella y Donald Sulzen, así como con Iñaki Salvador y Bruce Barth, en el ámbito del piano-jazz. A lo largo de su carrera pianística, se ha centrado especialmente en el ámbito de la música de cámara, ofreciendo conciertos con importantes intérpretes, como el flautista Juan Carlos Chornet o la soprano Mariola Cantarero. Además, durante la temporada 2004/2005, fue pianista correpetidor del Coro de la Orquesta Ciudad de Granada.
En 1993, Moreno fundó, junto al saxofonista Rogelio Gil, el cuarteto de jazz Señor Sommer, grupo con el que inició su andadura en este género. En 1996, entró como pianista en la Big Band de Granada, puesto que dejó al año siguiente para integrarse en Aljaima, conjunto de fusión con el que efectuó conciertos en España y Portugal, así como dos tournées por Marruecos. Ya en el año 1999, Moreno y el saxofonista Nardy Castellini crearon Four Runners, cuarteto que se ha consolidado como una de las referencias del jazz en España, y cuyo primer trabajo discográfico obtuvo una muy buena acogida por parte de público y crítica, siendo galardonado, entre otros, con el Premio de la Música de Andalucía al mejor CD de jazz del año 2001.
Ya en la década de los 2000, Moreno realiza varias colaboraciones con varios artistas, como Celia Mur, Pancho Brañas, Enrique Morente, Franc O'Shea o Greg Byler, con los que realiza distintas grabaciones discográficas y para televisión. Además, ha participado en algunos de los ciclos de jazz más importantes de España, como el Festival Internacional de Jazz de Granada, o los de Logroño, Jaén o Ciudad Real. Además de en Four Runners, Moreno ha constituido otros grupos con el saxofonista Nardy Castellini, como Bureo o Unplugged Dúo. En el año 2007, Moreno es invitado a impartir una clase magistral de jazz-flamenco en el Conservatorio "Giuseppe Verdi" de Turín (Italia). En la actualidad, es pianista acompañante en el Real Conservatorio Superior de Música de Granada.

### Carrera como clavecinista
Moreno ha realizado colaboraciones con importantes conjuntos de cámara dedicados a la interpretación de música antigua con instrumentos y criterios de la época. Entre estos ensembles, destaca el Taller Barroco Hemiolia —con el que ha ofrecido conciertos por toda la grografía española—, Los Extravagantes —dedicados a la recuperación de la música de autores andaluces del Barroco—, Schola Antiqua de Granada, la Academia Galante o la Orquesta Barroca de Roquetas de Mar. Además, durante el curso 1998-1999, fue clavecinista acompañante en el Conservatorio Superior de Música "Manuel Castillo" de Sevilla, y en 2006, fue pianista y clavecinista correpetidor de los Cursos Manuel de Falla del Festival Internacional de Música y Danza de Granada, trabajando junto a músicos tan prestigiosos como Wilbert Hazelzet o Jap Ter Linden.
En 2003, se convirtió en clavecinista de la Orquesta Barroca de Granada, a la sazón dirigida por Pablo Heras-Casado. Tres años más tarde, fundó la Orquesta Barroca del Conservatorio Superior de Música de Granada, formación que dirigió hasta su disolución en el año 2008. Un año antes, en 2007, había refundado la Orquesta Barroca de Granada —que había sido disuelta en el año 2004— convirtiéndose en su director titular hasta la actualidad.
A lo largo de su trayectoria clavecinística, se ha convertido en colaborador asiduo de formaciones como la Orquesta Ciudad de Granada y la Orquesta de Córdoba, trabajando bajo la batuta de maestros como Harry Christophers, Barry Sargent, Helmuth Rilling, Philipp Picket o Andreas Spering, y con solistas como Fabio Biondi o David Russell, entre otros. También ha colaborado de forma habitual con el grupo The Soloists of London en sus conciertos en España.

## Galardones
- 2001 - Premio de la Música de Andalucía al mejor disco de jazz del año, por el álbum Four Runners
- 2001 - VI Premio Secadero al mejor disco y al mejor pianista, por el álbum Four Runners

## Discografía
- 1995 - El último hombre, junto a Eduardo Moreno (Big-Band)
- 1996 - Bolero y Son, junto a Juan Cruz (Big-Band)
- 1997 - Yamna, junto al grupo Aljaima (Several Records)
- 2000 - Four Runners, junto al cuarteto Four Runners (Ámbar Producciones, ganador del Premio Andalucía de la Música 2001 al mejor disco de jazz del año y Premio Secadero 2001 al mejor disco y mejor pianista)
- 2001 - Footprints, junto a Celia Mur (Satchmo-Jazz)
- 2004 - Música de cine (Nino Rota), junto a la Orquesta Ciudad de Granada, bajo la dirección de Josep Pons (Harmonia Mundi)
- 2005 - Tango susurrado, junto a Pancho Brañas (Ámbar Producciones)
- 2005 - If I Should See Fire, junto a Greg Byler (Anda La Música Producciones)
- 2011 - Ciel e terra, junto a la Orquesta Barroca de Granada (IBS Classical)